# Whit Bissell
Whitner Nutting Bissell, meglio noto come Whit Bissell (New York, 25 ottobre 1909 – Woodland Hills, 5 marzo 1996), è stato un attore statunitense.

## Biografia
Figlio di J. Dougal Bissell, un eminente chirurgo, Bissell fece il suo tirocinio artistico con i Carolina Playmakers, un'organizzazione teatrale associata all'Università della Carolina del Nord a Chapel Hill. Da dilettante ebbe numerosi ruoli a Broadway, compresa la rivista per l'Aeronautica americana
Winged Victory ("vittoria alata").
La sua carriera iniziò nel 1943 con il film Marito a sorpresa. Bissell comparve da allora in centinaia di film e di episodi di serie televisive, come City Detective (1955), Sheriff of Cochise (1957), The Brothers Brannagan (1960) e The DuPont Show with June Allyson (1960).
Gli spettatori dei film a basso costo di fantascienza, dell'orrore e dei cosiddetti B-movie degli anni cinquanta lo conoscevano come uno di "quegli attori" (o forse "l'attore") che sempre hanno qualcosa da dire in quel tipo di film. Alcuni dei ruoli per i quali fu assai popolare fu quello dello "scienziato pazzo", come in I Was a Teenage Werewolf (1957), ove interpretava la parte del Dr. Alfred Brandon, e La strage di Frankenstein (1957), ove impersonava il prof. Frankenstein. Nel 1954 interpretò il ruolo del Dr. Thompson ne Il mostro della laguna nera, un classico del genere, e nel 1956 apparve in un breve ruolo non accreditato nel film di fantascienza L'invasione degli Ultracorpi, diretto da Don Siegel.
Tra le apparizioni in tv, nel 1957 fu Larry Sands nell'episodio The Case of the Crooked Candle (Il caso della candela storta) della serie Perry Mason. Nel 1957 apparve inoltre nell'episodio The Man on the 35th Floor (L'uomo del 35º piano), nella serie televisiva della NBC Jane Wyman Presents the Fireside Theatre.
Nel 1960 fu Walter Kemp nel film L'uomo che visse nel futuro, prodotto e diretto da George Pal. Trent'anni dopo, nel 1993, il film-documentario Time Machine: The Journey Back, riunì Bissell con Rod Taylor e Alan Young, coprotagonisti nel primo film, ed egli riprese in quell'occasione il personaggio di Walter Kemp nella scena di apertura: fu la sua ultima interpretazione.
Bissell comparve regolarmente nella terza e quarta stagione della serie televisiva Bachelor Father, coprotagonista con John Forsythe, Noreen Corcoran e Sammee Tong (1959–1961). Fu presente come guest star in numerose serie televisive drammatiche andate in onda fra i primi anni cinquanta e la metà degli anni settanta, facendo, dopo questo periodo, solo sporadiche comparse. Nel 1959 recitò nella serie televisiva di fantascienza della NBC L'uomo e la sfida; nel 1961 fu guest star nell'episodio A Fool for a Client della serie di drammi giuridici di James Whitmore The Law and Mr. Jones, trasmessa dalla rete televisiva americana ABC. Apparve tre volte nel lungometraggio televisivo western Il virginiano, trasmesso ad episodi dalla NBC fra il 1962 ed il 1971.
Il suo ruolo più importante fu quello del generale Heywood Kirk, coprotagonista nella serie di fantascienza Kronos - Sfida al passato, fra il 1966 ed il 1967 (trasmessa anche in Italia all'inizio degli anni ottanta da reti private e successivamente anche da Mediaset). Egli interpretò spesso figure attempate di personaggi rappresentanti un'autorità. Fra questi si distinguono i film L'ammutinamento del Caine (1954), Va' e uccidi (1963) e le serie televisive The Outer Limits (1963) e Organizzazione U.N.C.L.E. (1966).
Bissell comparve nell'episodio The Trouble With Tribbles della serie televisiva originale Star Trek, ripresa poi nell'episodio Trials and Tribble-ations della terza serie Star Trek: Deep Space Nine. Nel 1978 e nel 1980 comparve in episodi de L'incredibile Hulk,  Kindred Spirits (seconda stagione) e Prometheus (quarta stagione). In entrambi gli episodi ricoprì il ruolo di un professore.
Bissell ricevette nel 1994 un premio alla carriera dall'Academy of Science Fiction, Fantasy & Horror Films. Egli fu anche membro del Consiglio Direttivo del sindacato Screen Actors Guild, così come rappresentò la categoria degli attori nel Consiglio Direttivo dell' Academy of Motion Picture Arts and Sciences.
Morì nel 1996 a Woodland Hills in California, per complicazioni del morbo di Parkinson. Fu seppellito a Westwood Village Memorial Park Cemetery di Los Angeles.

## Vita privata
Bissell si sposò tre volte:
- dal 1938 al 1954 con Adrienne Marden, da cui ebbe due figlie;
- con Dilys Mary Shan Jukes, sposata nel 1954 e deceduta nel 1958; da lei ebbe un figlio;
- con Jennifer Raine, sposata nel 1967 e deceduta nel 1993.

## Filmografia parziale

### Cinema
- Destinazione Tokio (Destination Tokyo), regia di Delmer Daves (1943)
- Marito a sorpresa (Holy Matrimony), regia di John M. Stahl (1943)
- Il bandito senza nome (Somewhere in the Night), regia di Joseph L. Mankiewicz (1946)
- Doppia vita (A Double Life), regia di George Cukor (1947)
- Forza bruta (Brute Force), regia di Jules Dassin (1947)
- La signora in ermellino (That Lady in Ermine), regia di Ernst Lubitsch e (non accreditato) Otto Preminger (1948)
- Un'altra parte della foresta (Another Part of the Forest), regia di Michael Gordon (1948)
- Schiavo della furia (Raw Deal), regia di Anthony Mann (1948)
- La via della morte (Side Street), regia di Anthony Mann (1950)
- L'assalto al treno postale (Wyoming Mail), regia di Reginald Le Borg (1950)
- L'indossatrice (A Life of Her Own), regia di George Cukor (1950)
- Il continente scomparso (Lost Continent), regia di Sam Newfield (1951)
- Difendete la città (The Sellout), regia di Gerald Mayer (1952)
- La ragazza del secolo (It Should Happen to You), regia di George Cukor (1954)
- Il mostro della laguna nera (Creature from the Black Lagoon), regia di Jack Arnold (1954)
- L'ammutinamento del Caine (The Caine Mutiny), regia di Edward Dmytryk (1954)
- Atomicofollia (The Atomic Kid), regia di Leslie H. Martinson (1954)
- 3 ore per uccidere (Three Hours to Kill), regia di Alfred L. Werker (1954)
- Ore disperate (The Disperate Hours), regia di William Wyler (1955)
- Gunpoint: terra che scotta (At Gunpoint), regia di Alfred L. Werker (1955)
- L'invasione degli Ultracorpi (Invasion of the Body Snatchers), regia di Don Siegel (1956)
- La pistola non basta (Man from Del Rio), regia di Harry Horner (1956)
- I Was a Teenage Werewolf, regia di Gene Fowler Jr. (1957)
- La strage di Frankenstein (I Was a Teenage Frankenstein ), regia di Herbert L. Strock (1957)
- I rivoltosi di Boston (Johnny Tremain), regia di Robert Stevenson (1957)
- Sfida all'O.K. Corral (Gunfight at O.K. Corral), regia di John Sturges (1957)
- I pionieri del West (The Tall Stranger), regia di Thomas Carr (1957)
- Colpevole innocente (The Young Stranger), regia di John Frankenheimer (1957)
- Orchidea nera ( The Black Orchid), regia di Martin Ritt (1958)
- Ricerche diaboliche (Monster on the Campus), regia di Jack Arnold (1958)
- La parete di fango (The Defiant Ones), regia di Stanley Kramer (1958)
- Ultima notte a Warlock (Warlock), regia di Edward Dmytryk (1959)
- La pallottola senza nome (No Name on the Bullet), regia di Jack Arnold (1959)
- Sacro e profano (Never So Few), regia di John Sturges (1959)
- L'uomo che visse nel futuro ( The Time Machine), regia di George Pal (1960)
- I magnifici sette (The Magnificent Seven), regia di John Sturges (1960)
- Va' e uccidi (The Manchurian Candidate), regia di John Frankenheimer (1962)
- L'uomo di Alcatraz (Birdman of Alcatraz), regia di John Frankenheimer (1962)
- Hud il selvaggio (Hud), regia di Martin Ritt (1963)
- Quella nostra estate (Spencer's Mountain), regia di Delmer Daves (1963)
- Sette giorni a maggio (Seven Days in May), regia di John Frankenheimer (1964)
- Compagnia di codardi? (Advance to the Rear), regia di George Marshall (1964)
- La carovana dell'alleluia (The Hallelujah Trail), regia di John Sturges (1965)
- Airport, regia di George Seaton (1970)
- 2022: i sopravvissuti (Soylent Green), regia di Richard Fleischer (1973)
- La vera storia di Abramo Lincoln (The Lincoln Conspiracy), regia di James L. Conway (1977)
- L'abisso - Storia di una madre e di una figlia (Strangers: Story of a Mother and Daughter), regia di Milton Katselas (1979)

### Televisione
- The Doctor – serie TV, episodio 1x01 (1952)
- General Electric Theater – serie TV, episodi 3x11-4x22-8x03-8x23 (1954-1960)
- Stage 7 – serie TV, episodi 1x10-1x11 (1955)
- TV Reader's Digest – serie TV, episodi 2x02-2x10-2x27 (1955-1956)
- Climax! – serie TV, episodi 1x38-2x23 (1955-1956)
- The 20th Century-Fox Hour – serie TV, episodi 1x06-2x13 (1955-1957)
- Scienza e fantasia (Science Fiction Theatre) – serie TV, episodi 1x37-2x04-2x30 (1956)
- Crusader – serie TV, episodio 1x16 (1956)
- Crossroads – serie TV, episodio 2x25 (1957)
- The Court of Last Resort – serie TV, episodio 1x02 (1957)
- Panico (Panic!) – serie TV, episodi 1x05-2x11 (1957-1958)
- The Restless Gun – serie TV, episodio 1x06 (1957)
- Have Gun - Will Travel – serie TV, 3 episodi (1957-1963)
- Goodyear Theatre – serie TV, episodio 1x10 (1958)
- L'uomo ombra (The Thin Man) – serie TV, episodio 1x21 (1958)
- Peter Gunn – serie TV, episodio 1x05 (1958)
- The Texan – serie TV, episodio 1x28 (1959)
- L'uomo e la sfida (The Man and the Challenge) – serie TV, episodio 1x03 (1959)
- Men Into Space – serie TV, episodio 1x12 (1959)
- Lock-Up – serie TV, episodio 1x07 (1959)
- June Allyson Show (The DuPont Show with June Allyson) – serie TV, episodio 1x28 (1960)
- Tightrope – serie TV, episodio 1x17 (1960)
- Philip Marlowe – serie TV, episodio 1x20 (1960)
- Maverick – serie TV, episodio 4x12 (1960)
- Hawaiian Eye – serie TV, episodi 1x19-3x22-3x39 (1960-1962)
- Gli uomini della prateria (Rawhide) – serie TV, episodio 2x26 (1960)
- La famiglia Potter (The Tom Ewell Show) - serie TV, episodio 1x12 (1960)
- Bourbon Street Beat – serie TV, episodio 1x37 (1960)
- La valle dell'oro (Klondike) – serie TV, episodio 1x03 (1960)
- Surfside 6 – serie TV, episodi 1x12-2x23 (1960-1962)
- The Dick Powell Show – serie TV, episodio 1x08 (1961)
- Follow the Sun – serie TV, episodio 1x14 (1961)
- Carovana (Stagecoach West) – serie TV, episodi 1x18-1x32 (1961)
- I detectives (The Detectives) – serie TV, episodio 3x05 (1961)
- Ripcord – serie TV, episodio 1x27 (1962)
- Bus Stop – serie TV, episodio 1x24 (1962)
- Alfred Hitchcock presenta (Alfred Hitchcock Presents) – serie TV, episodio 7x21 (1962)
- Going My Way – serie TV, episodio 1x29 (1963)
- L'impareggiabile Glynis (Glynis) – serie TV, episodio 1x08 (1963)
- Dakota (The Dakotas) – serie TV, episodio 1x14 (1963)
- Il virginiano (The Virginian) – serie TV, 3 episodi (1963-1964)
- La grande avventura (The Great Adventure) – serie TV, episodio 1x13 (1964)
- Sotto accusa (Arrest and Trial) – serie TV, episodio 1x22 (1964)
- Ben Casey – serie TV, episodio 4x12 (1964)
- Profiles in Courage – serie TV, 2 episodi (1964-1965)
- Mr. Novak – serie TV, episodio 2x22 (1965)
- La legge di Burke (Burke's Law) – serie TV, episodio 3x12 (1965)
- A Man Called Shenandoah – serie TV, episodio 1x05 (1965)
- Codice Gerico (Jericho) – serie TV, episodio 1x07 (1966)
- Squadra speciale anticrimine (The Felony Squad) – serie TV, episodio 1x04 (1966)
- Star Trek – serie TV, episodio 2x15 (1967)
- Iron Horse – serie TV, episodio 2x14 (1967)
- Kronos - Sfida al passato (The Time Tunnel) – serie TV, 30 episodi (1966-1967)
- The Outsider – serie TV, episodio 1x03 (1968)
- Giovani avvocati (The Young Lawyers) – serie TV, episodio 1x13 (1970)
- L'incredibile Hulk (The Incredible Hulk) – serie TV, episodi 2x20-4x02 (1979-1980)

## Doppiatori italiani
Nelle versioni in italiano delle opere in cui ha recitato, Whit Bissell è stato doppiato da:
- Gianfranco Bellini ne Il bandito senza nome, Schiavo della furia, La ragazza del secolo, Gunpoint: terra che scotta
- Gualtiero De Angelis in Atomicofollia, Colpevole innocente, Orchidea nera, L'uomo di Alcatraz
- Augusto Marcacci in Forza bruta, L'assalto al treno postale, Ore disperate
- Manlio Busoni in L'indossatrice, La parete di fango
- Bruno Persa in L'ammutinamento del Caine, 3 ore per uccidere
- Sergio Tedesco in Ultima notte a Warlock, La carovana dell'alleluia
- Lauro Gazzolo ne Il continente scomparso, La pistola non basta
- Nando Gazzolo in La strage di Frankenstein, 7 giorni a Maggio
- Giulio Panicali ne I rivoltosi di Boston
- Giorgio Capecchi in Un'altra parte della foresta
- Adolfo Geri in Condannato
- Stefano Sibaldi in Terrore a Shanghai
- Gino Baghetti ne Il mostro della laguna nera
- Emilio Cigoli in Nessuno resta solo
- Carlo Romano in Invasione degli ultracorpi
- Luigi Pavese in Sfida all'OK Corral
- Manlio Guardabassi in L'uomo che visse nel futuro
- Guido De Salvi in Giulia
- Franco Odoardi in Star Trek
- Pietro Biondi in Kronos - Sfida al passato
- Sergio Di Stefano in Zorro (ridoppiaggio)